# Niedernhall
Niedernhall è una città tedesca di 3 969 abitanti, situata nel land del Baden-Württemberg.